# キミ (ギリシャ)
キミ（ギリシア語: Κύμη / Kýmē）はギリシャ、エヴィア島の海岸沿いに位置する町である。

## 地理
"エーゲ海のバルコニー"の異名を持ち、エーゲ海を一望できる恵まれた立地にあることから多くの観光客がキミを訪れる。ギリシャでは比較的大きな港があり、エーゲ海諸島、北ギリシャの玄関口となっている。ゲオルギオス・パパニコロウの家、修道院、三堂の小さな東方諸教会、廃墟となったサン・ハンカチのヴェネツィアの塔等が観光地として知られる。
キミで収穫される有名な農産物は、ブドウ、イチジク、サクランボ、オリーヴ等があり、またキミ特産の菓子はバクラヴァ、アーモンドである。オリーヴオイルも製造されている。

## 歴史
キミは葡萄園と無花果で古来より知られていたギリシア東岸唯一の港で、18世紀初頭より海運と商業が盛んに行われるようになった。独立戦争ではキミの商船隊が大いに活躍した。

## 交通
キミ一帯の交通網は充実していない。1日5本アテネ、カルキスからのバスが到着する(バスの時刻表はを参照)。キミとスキロス島を結ぶフェリーもある。

## 気候
| キミの気候             | キミの気候  | キミの気候  | キミの気候  | キミの気候  | キミの気候  | キミの気候  | キミの気候  | キミの気候  | キミの気候  | キミの気候  | キミの気候  | キミの気候  | キミの気候  |
| 月                     | 1月         | 2月         | 3月         | 4月         | 5月         | 6月         | 7月         | 8月         | 9月         | 10月        | 11月        | 12月        | 年          |
| ---------------------- | ----------- | ----------- | ----------- | ----------- | ----------- | ----------- | ----------- | ----------- | ----------- | ----------- | ----------- | ----------- | ----------- |
| 平均最高気温 °C （°F） | 12.1 (53.8) | 12.6 (54.7) | 14.1 (57.4) | 17.9 (64.2) | 21.9 (71.4) | 26.1 (79)   | 27.6 (81.7) | 27.1 (80.8) | 24.6 (76.3) | 20.5 (68.9) | 17.2 (63)   | 14.0 (57.2) | 19.6 (67.3) |
| 日平均気温 °C （°F）   | 9.9 (49.8)  | 10.2 (50.4) | 11.7 (53.1) | 15.2 (59.4) | 19.3 (66.7) | 23.7 (74.7) | 25.3 (77.5) | 24.8 (76.6) | 22.1 (71.8) | 18.1 (64.6) | 14.7 (58.5) | 11.7 (53.1) | 17.2 (63)   |
| 平均最低気温 °C （°F） | 7.4 (45.3)  | 7.7 (45.9)  | 9.0 (48.2)  | 11.6 (52.9) | 15.1 (59.2) | 19.3 (66.7) | 21.5 (70.7) | 21.4 (70.5) | 18.9 (66)   | 15.4 (59.7) | 12.1 (53.8) | 9.2 (48.6)  | 14.1 (57.4) |
| 出典：yr.no            |             |             |             |             |             |             |             |             |             |             |             |             |             |

## キミ出身の有名人
- ゲオルギオス・パパニコロウ(1883–1962), 医師、パップテストの発明者。
- イオアニス・ヴェリサリオー（英語版）(1861–1913), バルカン戦争の人気のヒーロー
- ニコラス・パパース（英語版）(1930–2013), USSシャレット（英語版）の司令官